# Skisprung-Grand-Prix 2024
Der Skisprung-Grand-Prix 2024 (offizielle Bezeichnung: FIS Grand Prix Ski Jumping 2024) war die wichtigste im Sommer und Herbst 2024 von der FIS veranstaltete Wettkampfserie im Skispringen.

## Ablauf
Der vorläufige Veranstaltungskalender wurde im Oktober 2023 vorgestellt. Aufgrund nötiger Umbauarbeiten an der Anlage waren die Wettkämpfe in Râșnov zeitweise nur unter Vorbehalt eingeplant. Da die Adam-Małysz-Schanze in Wisła in der Nacht vom 8. auf den 9. August 2024 durch einen Sturm schwer beschädigt wurde, lagen die für dort geplanten Wettkämpfe auf Eis und wurden am 14. und 15. September nachgeholt.

## Ergebnisse und Wertungen Herren

### Grand-Prix-Übersicht
| Datum      | Austragungsort | Schanze                          | Bemerkung | Sieger            | Zweiter            | Dritter               |
| ---------- | -------------- | -------------------------------- | --------- | ----------------- | ------------------ | --------------------- |
| 13.08.2024 | Courchevel     | Tremplin du Praz HS132           |           | Stefan Kraft      | Valentin Foubert   | Alex Insam            |
| 14.08.2024 | Courchevel     | Tremplin du Praz HS132           |           | Stefan Kraft      | Fredrik Villumstad | Valentin Foubert      |
| 14.09.2024 | Wisła          | Malinka HS134                    |           | Marius Lindvik    | Artti Aigro        | Gregor Deschwanden    |
| 15.09.2024 | Wisła          | Malinka HS134                    |           | Marius Lindvik    | Artti Aigro        | Tate Frantz           |
| 21.09.2024 | Râșnov         | Trambulina Valea Cărbunării HS97 |           | Paweł Wąsek       | Ulrich Wohlgenannt | Kevin Bickner         |
| 22.09.2024 | Râșnov         | Trambulina Valea Cărbunării HS97 |           | Paweł Wąsek       | Ren Nikaidō        | Alex Insam            |
| 28.09.2024 | Hinzenbach     | Aigner-Schanze HS90              |           | Daniel Tschofenig | Andreas Wellinger  | Jan Hörl              |
| 29.09.2024 | Hinzenbach     | Aigner-Schanze HS90              |           | Andreas Wellinger | Jan Hörl           | Stefan Kraft          |
| 05.10.2024 | Klingenthal    | Vogtland Arena HS140             |           | Marius Lindvik    | Timi Zajc          | Halvor Egner Granerud |

### Einzelergebnisse
|             | Athlet                       | Frankreich | Frankreich | Polen | Polen | Rumänien | Rumänien | Osterreich | Osterreich | Deutschland | Punkte |
| ----------- | ---------------------------- | ---------- | ---------- | ----- | ----- | -------- | -------- | ---------- | ---------- | ----------- | ------ |
| 01          | Paweł Wąsek                  | DSQ        | 24         | 13    | 7     | 1        | 1        | 16         | 5          | 25          | 329    |
| 02          | Stefan Kraft                 | 1          | 1          | —     | —     | —        | —        | 5          | 3          | —           | 305    |
| 3           | Marius Lindvik               | —          | —          | 1     | 1     | —        | —        | —          | —          | 1           | 300    |
| 4           | Alex Insam                   | 3          | 4          | 5     | 8     | 10       | 3        | 49         | 10         | —           | 299    |
| 05          | Jan Hörl                     | 6          | 4          | —     | —     | —        | —        | 3          | 2          | 11          | 249    |
| 06          | Andreas Wellinger            | —          | —          | —     | —     | —        | —        | 2          | 1          | 8           | 212    |
| 7           | Daniel Tschofenig            | —          | —          | —     | —     | —        | —        | 1          | 4          | 7           | 186    |
| 08          | Dawid Kubacki                | 13         | 7          | 9     | 14    | —        | —        | 9          | 6          | 28          | 175    |
| 9           | Ren Nikaidō                  | —          | —          | —     | —     | 4        | 2        | 30         | 12         | 13          | 173    |
| 10          | Artti Aigro                  | —          | —          | 2     | 2     | —        | —        | —          | —          | 22          | 169    |
| 11          | Gregor Deschwanden           | 9          | 14         | 3     | 9     | —        | —        | 22         | 22         | 19          | 166    |
| 12          | Jakub Wolny                  | 18         | 17         | 11    | 11    | 15       | 6        | 14         | 15         | —           | 165    |
| 13          | Killian Peier                | 5          | 9          | 10    | 13    | —        | —        | 15         | 11         | —           | 160    |
| 14          | Valentin Foubert             | 2          | 3          | —     | —     | —        | —        | —          | —          | 16          | 155    |
| 15          | Keiichi Satō                 | 7          | 13         | 24    | 16    | 7        | 8        | 38         | 26         | —           | 151    |
| 16          | Ulrich Wohlgenannt           | —          | —          | —     | —     | 2        | 4        | —          | —          | 30          | 131    |
| 17          | Johann André Forfang         | —          | —          | 4     | 4     | —        | —        | —          | —          | 9           | 129    |
| 18          | Halvor Egner Granerud        | —          | —          | 12    | 5     | —        | —        | —          | —          | 3           | 127    |
| 19          | Kevin Bickner                | 32         | 25         | 21    | 11    | 3        | 11       | —          | —          | —           | 124    |
| 20          | Kristoffer Eriksen Sundal    | —          | —          | 7     | 6     | —        | —        | —          | —          | 5           | 121    |
| 21          | Naoki Nakamura               | 8          | 21         | 17    | 17    | 20       | 15       | 18         | 24         | —           | 117    |
| 22          | Pius Paschke                 | —          | —          | —     | —     | —        | —        | 8          | 8          | 4           | 114    |
| 23          | Tate Frantz                  | 27         | 31         | 6     | 3     | —        | —        | —          | —          | 24          | 111    |
| 24          | Timi Zajc                    | —          | —          | —     | —     | —        | —        | 21         | 13         | 2           | 110    |
| 25          | Fredrik Villumstad           | 11         | 2          | —     | —     | —        | —        | —          | —          | 26          | 108    |
| 26          | Karl Geiger                  | 31         | 16         | —     | —     | —        | —        | 4          | 9          | 20          | 105    |
| 27          | Aleksander Zniszczoł         | 17         | 8          | 8     | 10    | —        | —        | —          | —          | —           | 104    |
| 28          | Manuel Fettner               | 4          | 5          | —     | —     | —        | —        | —          | —          | —           | 090    |
| 29          | Kacper Juroszek              | 14         | 20         | 25    | —     | 14       | 7        | 33         | 38         | —           | 089    |
| 30          | Sakutarō Kobayashi           | 12         | 11         | 15    | 20    | 23       | 28       | 27         | —          | —           | 088    |
| 31          | Junshirō Kobayashi           | 10         | 10         | 41    | 34    | 21       | 23       | —          | 21         | —           | 080    |
| 32          | Felix Trunz                  | —          | —          | —     | —     | 5        | 13       | 39         | 18         | —           | 078    |
| 33          | Andrew Urlaub                | 48         | DNS        | —     | —     | 8        | 5        | 45         | 34         | —           | 077    |
| 34          | Ryōyū Kobayashi              | —          | —          | —     | —     | —        | —        | 17         | 14         | 6           | 072    |
| 35          | Philipp Raimund              | —          | —          | —     | —     | —        | —        | 11         | 9          | 21          | 070    |
| 35          | Michael Hayböck              | 16         | 12         | —     | —     | —        | —        | 12         | 20         | —           | 070    |
| 37          | Anže Lanišek                 | —          | —          | —     | —     | —        | —        | 6          | 17         | 17          | 068    |
| 38          | Ari Repellin                 | 21         | DSQQ       | —     | —     | 11       | 9        | —          | —          | —           | 063    |
| 39          | Marco Wörgötter              | —          | —          | —     | —     | 6        | 12       | —          | —          | —           | 062    |
| 40          | Jewhen Marussjak             | 33         | 26         | 27    | 29    | 17       | 19       | 34         | 40         | 12          | 059    |
| 41          | Isak Andreas Langmo          | —          | —          | 23    | 24    | 13       | 16       | —          | —          | —           | 050    |
| 42          | Stephan Embacher             | 41         | 45         | —     | —     | —        | —        | 7          | 19         | —           | 048    |
| 43          | Simon Steinberger            | —          | —          | —     | —     | 9        | 14       | —          | —          | —           | 047    |
| 44          | Jules Chervet                | NQ         | —          | —     | —     | 16       | 9        | —          | —          | —           | 044    |
| 44          | Stephan Leyhe                | —          | —          | —     | —     | —        | —        | 12         | 25         | 15          | 044    |
| 46          | Žiga Jelar                   | 23         | 28         | 26    | 31    | —        | —        | 20         | 16         | —           | 042    |
| 47          | Maciej Kot                   | —          | —          | 19    | —     | 19       | 17       | —          | —          | —           | 038    |
| 48          | Markus Eisenbichler          | 29         | 15         | —     | —     | —        | —        | —          | —          | 14          | 036    |
| 49          | Enzo Milesi                  | 28         | —          | —     | —     | 12       | 21       | —          | —          | —           | 035    |
| 50          | Markus Müller                | —          | —          | 14    | 15    | —        | —        | —          | —          | —           | 034    |
| 51          | Danil Wassiljew              | 42         | 35         | 44    | 26    | 24       | 18       | 42         | 23         | —           | 033    |
| 52          | Roman Koudelka               | —          | —          | —     | —     | —        | —        | 10         | 30         | —           | 027    |
| 53          | Clemens Aigner               | —          | —          | —     | —     | —        | —        | —          | —          | 10          | 026    |
| 54          | Bendik Jakobsen Heggli       | 19         | 19         | —     | —     | —        | —        | —          |            | —           | 024    |
| 55          | Erik Belshaw                 | —          | —          | 18    | 22    | —        | —        | —          | —          | —           | 022    |
| 55          | Simon Ammann                 | —          | —          | —     | —     | 25       | 20       | 41         | 27         | —           | 022    |
| 57          | Niko Kytösaho                | 20         | 23         | —     | —     | —        | —        | 29         | 33         | —           | 021    |
| 58          | Daniel Huber                 | 15         | 27         | —     | —     | —        | —        | —          | —          | —           | 020    |
| 58          | Ilja Misernych               | 37         | DSQ        | 31    | 18    | 37       | 24       | 47         | 41         | —           | 020    |
| 58          | Francesco Cecon              | DSQ        | 34         | 22    | 25    | —        | —        | 26         | 31         | —           | 020    |
| 61          | Johannes Pölz                | 26         | 18         | —     | —     | —        | —        | —          | —          | —           | 018    |
| 61          | Sindre Ulven Jørgensen       | 22         | 22         | —     | —     | —        | —        | —          | —          | —           | 018    |
| 63          | Kamil Stoch                  | —          | —          | 16    | —     | —        | —        | —          | —          | —           | 015    |
| 63          | Hannes Landerer              | —          | —          | 28    | 19    | —        | —        | 31         | —          | —           | 015    |
| 65          | Decker Dean                  | —          | —          | —     | —     | 18       | 30       | —          | —          | —           | 014    |
| 65          | Clemens Leitner              | —          | —          | 20    | 36    | —        | —        | 28         | —          | —           | 014    |
| 67          | Luca Roth                    |            |            |       |       |          |          |            |            | 18          | 013    |
| 67          | Jason Colby                  | 44         | 33         | 32    | 39    | 27       | 22       | —          | —          | —           | 013    |
| 69          | Francisco Mörth              | —          | —          | —     | —     | —        | —        | 19         | 35         | —           | 012    |
| 70          | Maksim Bartolj               | 47         | 39         | 30    | 21    | —        | —        | —          | —          | —           | 011    |
| 70          | David Haagen                 | —          | —          | 35    | 28    | —        | —        | 23         | 36         | —           | 011    |
| 70          | Wladimir Sografski           | —          | —          | 36    | 30    | —        | —        | 24         | 28         | —           | 011    |
| 73          | Daniel Cacina                | —          | —          | —     | —     | 22       | 36       | —          | —          | —           | 009    |
| 74          | Domen Prevc                  | —          | —          | 37    | 23    | —        | —        | —          | —          | —           | 008    |
| 74          | Robert Johansson             | —          | —          | —     | —     | —        | —        | —          | —          | 23          | 008    |
| 74          | Antti Aalto                  | —          | —          | —     | —     | 31       | 25       | 32         | 29         | —           | 008    |
| 77          | Taku Takeuchi                | 24         | 42         | 43    | 38    | —        | —        | —          | —          | —           | 007    |
| 77          | Žak Mogel                    | 25         | 30         | —     | —     | —        | —        | —          | —          | —           | 007    |
| 77          | Vilho Palosaari              | —          | —          | —     | —     | 26       | 29       | 43         | 43         | —           | 007    |
| 80          | Adrian Tittel                | —          | —          | —     | —     | —        | —        | 25         | 32         | —           | 006    |
| 81          | Swjatoslaw Nasarenko         | 45         | 47         | 47    | 43    | 38       | 26       | 40         | 45         | —           | 005    |
| 81          | Constantin Schmid            | —          | —          | —     | —     | —        | —        | —          | —          | 26          | 005    |
| 81          | Andrea Campregher            | 30         | 48         | 38    | 27    | 39       | DSQ      | 46         | 39         | —           | 005    |
| 84          | Remo Imhof                   | 34         | 36         | 39    | 40    | 32       | 27       | —          | —          | —           | 004    |
| 85          | Jesper Nilsen Ingebrigtsvoll | —          | —          | —     | —     | 28       | 37       | —          | —          | —           | 003    |
| 86          | Fatih Arda İpcioğlu          | 38         | 29         | 34    | 35    | 33       | 38       | —          | —          | —           | 002    |
| 86          | Niklas Bachlinger            | —          | —          | 29    | 33    | —        | —        | 37         | —          | —           | 002    |
| 86          | Muhammed Ali Bedir           | 40         | 43         | 45    | 42    | 29       | 35       | 48         | 42         | —           | 002    |
| 86          | Felix Hoffmann               | —          | —          | —     | —     | —        | —        | —          | —          | 29          | 002    |
| 90          | Iver Myhre                   | —          | —          | —     | —     | 30       | 32       | —          | —          | —           | 001    |
| Ohne Punkte |                              |            |            |       |       |          |          |            |            |             |        |
| —           | Ben Bayer                    | 36         | 41         | —     | —     | —        | —        | —          | —          | —           | —      |
| —           | Jannik Faißt                 | 35         | 37         | —     | —     | —        | —        | —          | —          | —           | —      |
| —           | Paavo Romppainen             | —          | —          | —     | —     | 41       | 39       | —          | —          | —           | —      |
| —           | Kasperi Valto                | —          | —          | —     | —     | 35       | 34       | 36         | DSQ        | —           | —      |
| —           | Choi Heung-chul              | —          | —          | —     | —     | —        | —        | NQ         | 47         | —           | —      |
| —           | Adrian Thon Gundersrud       | —          | —          | —     | —     | —        | —        | 35         | 37         | —           | —      |
| —           | Anders Håre                  | 39         | 38         | —     | —     | —        | —        | —          | —          | —           | —      |
| —           | Fabian Østvold               | —          | —          | —     | —     | 39       | 32       | —          | —          | —           | —      |
| —           | Sølve Jokerud Strand         | NQ         | 32         | —     | —     | —        | —        | —          | —          | —           | —      |
| —           | Oscar P. Westerheim          | —          | —          | —     | —     | —        | —        | DSQ        | 46         | —           | —      |
| —           | André Fussenegger            | —          | —          | —     | —     | —        | —        | 44         | —          | —           | —      |
| —           | Janni Reisenauer             | —          | —          | 33    | 32    | —        | —        | —          | —          | —           | —      |
| —           | Adam Niżnik                  | —          | —          | 46    | —     | —        | —        | —          | —          | —           | —      |
| —           | Mihnea Spulber               | —          | —          | —     | —     | 42       | 31       | —          | —          | —           | —      |
| —           | Jan Bombek                   | NQ         | 44         | —     | —     | —        | —        | —          | —          | —           | —      |
| —           | Mark Hafnar                  | 43         | 40         | —     | —     | —        | —        | —          | —          | —           | —      |
| —           | Sandro Hauswirth             | 46         | 46         | —     | —     | —        | —        | —          | —          | —           | —      |
| —           | Juri Kesseli                 | —          | —          | 40    | 37    | 34       | DSQ      | —          | —          | —           | —      |
| —           | Witalij Kalinitschenko       | —          | —          | 42    | 41    | 36       | 40       | NQ         | 44         | —           | —      |

### Nationenwertung
|    | Nation             | Punkte |
| -- | ------------------ | ------ |
| 01 | Österreich         | 1340   |
| 02 | Polen              | 0915   |
| 03 | Norwegen           | 0895   |
| 04 | Japan              | 0688   |
| 05 | Deutschland        | 0607   |
| 06 | Schweiz            | 0430   |
| 07 | Vereinigte Staaten | 0361   |
| 08 | Italien            | 0324   |
| 09 | Frankreich         | 0297   |
| 10 | Slowenien          | 0246   |
| 11 | Estland            | 0169   |
| 12 | Ukraine            | 0059   |
| 13 | Kasachstan         | 0058   |
| 14 | Finnland           | 0036   |
| 15 | Tschechien         | 0027   |
| 16 | Bulgarien          | 0011   |
| 17 | Rumänien           | 0009   |
| 18 | Türkei             | 0004   |

## Ergebnisse und Wertungen Damen

### Grand-Prix-Übersicht
| Datum      | Austragungsort | Schanze                          | Bemerkung | Siegerin | Zweite | Dritte |
| ---------- | -------------- | -------------------------------- | --- | --- | --- | --- |
| 13.08.2024 | Courchevel     | Tremplin du Praz HS132           | | Ema Klinec | Sara Takanashi | Jacqueline Seifriedsberger |
| 14.08.2024 | Courchevel     | Tremplin du Praz HS132           | | Sara Takanashi | Jacqueline Seifriedsberger | Joséphine Pagnier |
| 14.09.2024 | Wisła          | Malinka HS134                    | wegen Terminkollision mit dem ICOC-Wettbewerb in Trondheim und mangelndem internationalen Interesse aufgrund des dadurch ausgedünnten Teilnehmerinnenfeldes abgesagt | wegen Terminkollision mit dem ICOC-Wettbewerb in Trondheim und mangelndem internationalen Interesse aufgrund des dadurch ausgedünnten Teilnehmerinnenfeldes abgesagt | wegen Terminkollision mit dem ICOC-Wettbewerb in Trondheim und mangelndem internationalen Interesse aufgrund des dadurch ausgedünnten Teilnehmerinnenfeldes abgesagt | wegen Terminkollision mit dem ICOC-Wettbewerb in Trondheim und mangelndem internationalen Interesse aufgrund des dadurch ausgedünnten Teilnehmerinnenfeldes abgesagt |
| 15.09.2024 | Wisła          | Malinka HS134                    | wegen Terminkollision mit dem ICOC-Wettbewerb in Trondheim und mangelndem internationalen Interesse aufgrund des dadurch ausgedünnten Teilnehmerinnenfeldes abgesagt | wegen Terminkollision mit dem ICOC-Wettbewerb in Trondheim und mangelndem internationalen Interesse aufgrund des dadurch ausgedünnten Teilnehmerinnenfeldes abgesagt | wegen Terminkollision mit dem ICOC-Wettbewerb in Trondheim und mangelndem internationalen Interesse aufgrund des dadurch ausgedünnten Teilnehmerinnenfeldes abgesagt | wegen Terminkollision mit dem ICOC-Wettbewerb in Trondheim und mangelndem internationalen Interesse aufgrund des dadurch ausgedünnten Teilnehmerinnenfeldes abgesagt |
| 21.09.2024 | Râșnov         | Trambulina Valea Cărbunării HS97 | | Lara Malsiner | Annika Sieff | Nozomi Maruyama |
| 22.09.2024 | Râșnov         | Trambulina Valea Cărbunării HS97 | | Lara Malsiner | Nozomi Maruyama | Annika Sieff |
| 05.10.2024 | Klingenthal    | Vogtland Arena HS140             | | Katharina Schmid | Eirin Maria Kvandal | Yūki Itō |

### Einzelergebnisse
|             | Athletin                   | Frankreich | Frankreich | Rumänien | Rumänien | Deutschland | Punkte |
| ----------- | -------------------------- | ---------- | ---------- | -------- | -------- | ----------- | ------ |
| 01          | Lara Malsiner              | 12         | 15         | 1        | 1        | 15          | 254    |
| 02          | Annika Sieff               | 7          | 13         | 2        | 3        | 13          | 214    |
| 03          | Sara Takanashi             | 2          | 1          | —        | —        | 9           | 209    |
| 04          | Ema Klinec                 | 1          | 10         | 7        | 8        | 23          | 202    |
| 05          | Nozomi Maruyama            | —          | —          | 3        | 2        | 6           | 180    |
| 06          | Jacqueline Seifriedsberger | 3          | 2          | —        | —        | 7           | 176    |
| 07          | Nika Prevc                 | 6          | 9          | 9        | 6        | 21          | 148    |
| 08          | Joséphine Pagnier          | 5          | 3          | —        | —        | 10          | 131    |
| 09          | Lisa Eder                  | 4          | 5          | —        | —        | 11          | 119    |
| 10          | Kurumi Ichinohe            | 17         | 20         | 8        | 5        | 19          | 114    |
| 11          | Katharina Schmid           | —          | —          | —        | —        | 1           | 100    |
| 12          | Haruka Iwasa               | 11         | 6          | 20       | 13       | 28          | 098    |
|             | Liu Qi                     | 13         | 7          | 11       | 14       | —           | 098    |
| 14          | Tina Erzar                 | —          | —          | 4        | 7        | 20          | 097    |
| 15          | Heidi Dyhre Traaserud      | 14         | 27         | 5        | 9        | —           | 096    |
| 16          | Alexandria Loutitt         | 10         | 4          | —        | —        | 18          | 089    |
| 17          | Abigail Strate             | 9          | 10         | —        | —        | 8           | 087    |
| 18          | Eirin Maria Kvandal        | —          | —          | —        | —        | 2           | 080    |
| 19          | Lilou Zepchi               | 15         | 24         | 6        | 18       | 38          | 076    |
| 20          | Martina Ambrosi            | —          | —          | 12       | 4        | —           | 072    |
| 21          | Josie Johnson              | 25         | 16         | 13       | 11       | 34          | 065    |
| 22          | Julia Mühlbacher           | 16         | 8          | —        | —        | 16          | 062    |
| 23          | Yūki Itō                   | —          | —          | —        | —        | 3           | 060    |
| 24          | Paige Jones                | —          | —          | 10       | 10       | 27          | 056    |
| 25          | Yuzuki Satō                | 28         | 14         | 16       | 15       | NQ          | 052    |
| 26          | Thea Minyan Bjørseth       | —          | —          | —        | —        | 4           | 050    |
| 27          | Anna Twardosz              | 31         | 20         | 16       | 12       | 34          | 048    |
| 28          | Karolína Indráčková        | 8          | 17         | —        | —        | NQ          | 046    |
| 29          | Selina Freitag             | —          | —          | —        | —        | 5           | 045    |
| 30          | Emma Chervet               | 22         | 28         | 18       | 20       | 30          | 037    |
| 31          | Anežka Indráčková          | 18         | 12         | —        | —        | DSQQ        | 035    |
|             | Dong Bing                  | 29         | 31         | 14       | 16       | —           | 035    |
| 33          | Daniela Haralambie         | —          | —          | 15       | 16       | —           | 030    |
| 34          | Pola Bełtowska             | 27         | 38         | 22       | 20       | —           | 024    |
| 35          | Nika Vodan                 | —          | —          | —        | —        | 12          | 022    |
|             | Klára Ulrichová            | 21         | 19         | —        | —        | 36          | 022    |
| 37          | Ringo Miyajima             | 19         | 22         | —        | —        | —           | 021    |
| 38          | Silje Opseth               | —          | —          | —        | —        | 13          | 020    |
|             | Martina Zanitzer           | 34         | 29         | 25       | 19       | —           | 020    |
| 40          | Jessica Malsiner           | 33         | 33         | 19       | 25       | 40          | 018    |
| 41          | Wang Liangyao              | 37         | 36         | 24       | 22       | —           | 016    |
|             | Veronika Jenčová           | 23         | 23         | —        | —        | 33          | 016    |
| 43          | Taja Bodlaj                | 26         | 34         | 21       | 34       | —           | 015    |
|             | Zhou Shiyu                 | 39         | 32         | 23       | 24       | —           | 015    |
| 45          | Jenny Rautionaho           | —          | —          | —        | —        | 17          | 014    |
| 46          | Hannah Wiegele             | 35         | 18         | —        | —        | —           | 013    |
|             | Riko Sakurai               | 24         | 25         | —        | —        | —           | 013    |
| 48          | Katra Komar                | 20         | 35         | —        | —        | —           | 011    |
| 49          | Yangning Weng              | —          | —          | 30       | 22       | —           | 010    |
| 50          | Anna Hollandt              | —          | —          | —        | —        | 22          | 009    |
| 51          | Alvine Holz                | —          | —          | —        | —        | 24          | 007    |
|             | Ajda Košnjek               | 32         | 30         | 27       | 29       | 31          | 007    |
| 53          | Julia Kykkänen             | —          | —          | —        | —        | 25          | 006    |
|             | Nicole Maurer              | 30         | 26         |          |          | 32          | 006    |
|             | Samantha Macuga            | —          | —          | 26       | 30       | —           | 006    |
| 56          | Emely Torazza              | —          | —          | —        | —        | 26          | 005    |
|             | Schanna Hluchowa           | —          | —          | 32       | 26       | —           | 005    |
| 58          | Nicole Konderla            | —          | —          | 31       | 27       | NQ          | 004    |
| 59          | Qingyue Peng               | 38         | 37         | 28       | 32       | —           | 003    |
|             | Jerica Jesenko             | —          | —          | 33       | 28       | —           | 003    |
| 61          | Natalia Słowik             | —          | —          | 29       | 31       | 39          | 002    |
|             | Chiara Kreuzer             | DNS        | —          | —        | —        | 29          | 002    |
| Ohne Punkte |                            |            |            |          |          |             |        |
|             | Kim Amy Duschek            | —          | —          | —        | —        | NQ          | —      |
|             | Julina Kreibich            | —          | —          | —        | —        | NQ          | —      |
|             | Pia Lilian Kübler          | —          | —          | —        | —        | NQ          | —      |
|             | Anna-Fay Scharfenberg      | —          | —          | —        | —        | NQ          | —      |
|             | Juliane Seyfarth           | —          | —          | —        | —        | NQ          | —      |
|             | Maike Tyralla              | —          | —          | —        | —        | NQ          | —      |
|             | Alessia Mîțu-Coșca         | —          | —          | 36       | 35       | —           | —      |
|             | Tamara Mesíková            | —          | —          | 35       | 36       | —           | —      |
|             | Sina Arnet                 | —          | —          | —        | —        | 37          | —      |
|             | Rea Kindlimann             | —          | —          | —        | —        | NQ          | —      |
|             | Annika Belshaw             | 36         | 39         | —        | —        | —           | —      |

### Nationenwertung
|    | Nation              | Punkte |
| -- | ------------------- | ------ |
| 01 | Japan               | 747    |
| 02 | Italien             | 578    |
| 03 | Slowenien           | 505    |
| 04 | Österreich          | 372    |
| 05 | Norwegen            | 246    |
| 06 | Frankreich          | 244    |
| 07 | Kanada              | 182    |
| 08 | Volksrepublik China | 177    |
| 09 | Deutschland         | 166    |
| 10 | Vereinigte Staaten  | 127    |
| 11 | Tschechien          | 119    |
| 12 | Polen               | 078    |
| 13 | Rumänien            | 030    |
| 14 | Finnland            | 020    |
| 15 | Ukraine             | 005    |

## Ergebnisse und Wertungen Mixed-Team
| Datum      | Austragungsort | Schanze              | Bemerkung | Sieger                                                                    | Zweiter                                                                               | Dritter                                                              |
| ---------- | -------------- | -------------------- | --------- | ------------------------------------------------------------------------- | ------------------------------------------------------------------------------------- | -------------------------------------------------------------------- |
| 06.10.2024 | Klingenthal    | Vogtland Arena HS140 |           | DeutschlandSelina Freitag Pius Paschke Katharina Schmid Andreas Wellinger | NorwegenThea Minyan Bjørseth Halvor Egner Granerud Eirin Maria Kvandal Marius Lindvik | ÖsterreichLisa Eder Jan Hörl Jacqueline Seifriedsberger Stefan Kraft |